# Gymnocarpos argenteus
Gymnocarpos argenteus là loài thực vật có hoa thuộc họ Cẩm chướng. Loài này được Petruss. & Thulin mô tả khoa học đầu tiên năm 1996.